# هوانغ بوين
هوانغ بوين (بالصينية: 黄博文) (13 يوليو 1987 بتشانغشا في الصين - ) هو لاعب كرة قدم صيني في مركز الوسط. شارك مع منتخب الصين لكرة القدم. أما مع النوادي، فقد لعب مع جونبك هيونداي موتورز وغوانغجو إفرغراند تاوباو ونادي بكين سينوبو غوان.

## وصلات خارجية
- هوانغ بوين على موقع الاتحاد الدولي (مؤرشف)  (الإنجليزية)
- هوانغ بوين على موقع الاتحاد الدولي (مؤرشف)  (الإنجليزية)
- هوانغ بوين على موقع دوري كوريا الجنوبية (الإنجليزية)
- هوانغ بوين على موقع قاعدة بيانات كرة القدم.إي يو (الإنجليزية)
- هوانغ بوين على موقع ناشيونال فوتبول تيمز (الإنجليزية)
- هوانغ بوين على موقع Soccerway.com (الإنجليزية)
- هوانغ بوين على موقع عالم كرة القدم.نت (الإنجليزية)
- هوانغ بوين على موقع اللجنة الأولمبية الصينية (الإنجليزية)